# 德国黄胡蜂
德國黃胡蜂（Vespula germanica）是在大部份北半球地區都能見到的黃蜂，原住於歐洲、北非及亞洲的溫帶。牠們被引入其他地方，如北美洲、澳洲及新西蘭。德國黃胡蜂屬於胡蜂科，並有時被誤指是胡蜂屬的一種。

## 特徵

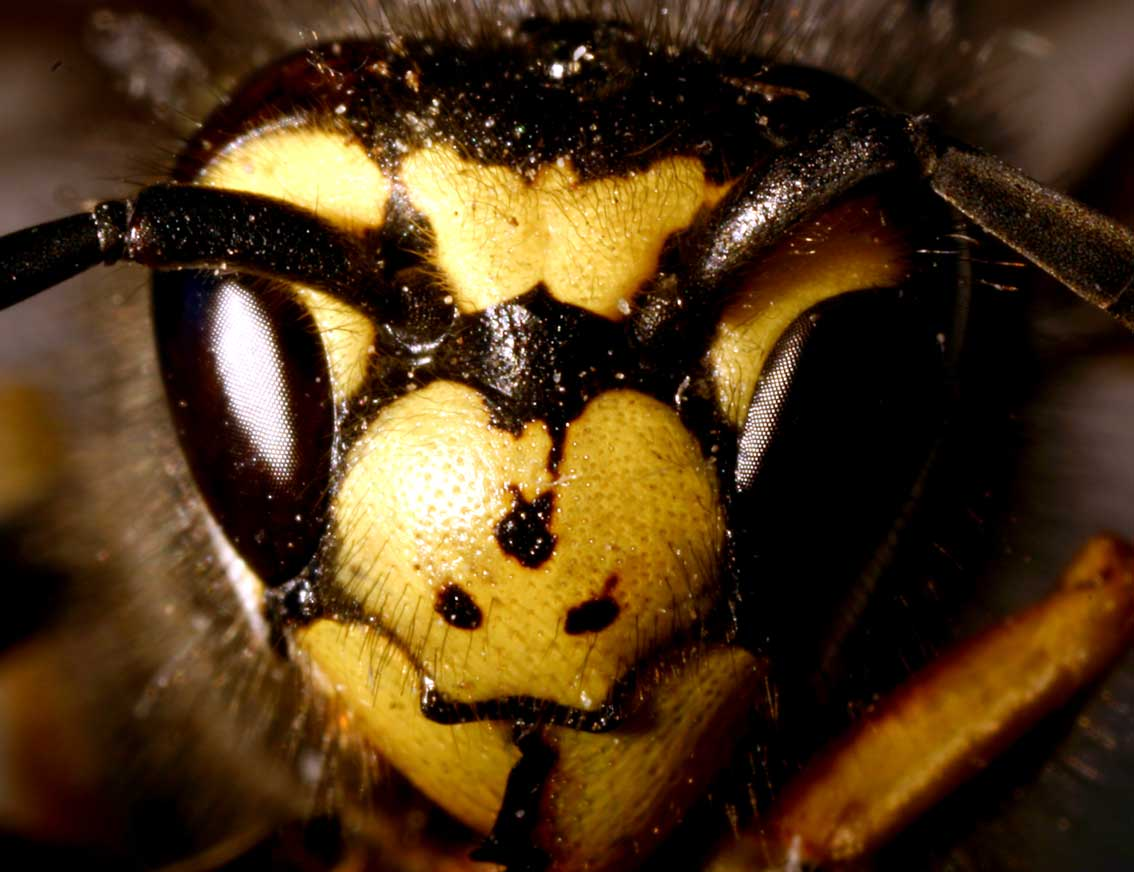
德國黃胡蜂頭上的三點。

德國黃胡蜂約有13毫米長，呈典型的黃黑色。牠們的外形很像普通黃胡蜂，但從頭部觀看，可見牠們的臉上有三個細小的黑點。德國黃胡蜂在腹部亦有黑點，但普通黃胡蜂有類似的斑紋並與黑環連接，形成另一種圖樣。

## 蜂巢
德國黃胡蜂的蜂巢是以咀嚼後的植物纖維，加上唾液組成。蜂巢一般會築在接近地面，而非灌木及樹上。它的巢房是開放式的，並有巢柄連接蜂巢及底部。德國黃胡蜂會在巢柄周圍分泌一種可以抗拒螞蟻的化學物質，以避免牠們的侵襲。
德國黃胡蜂的蜂后會獨自開始建立蜂巢，在第一次產卵前會完成20-30個巢房。蜂后會視乎氣候的情況，一般在春天，留在一根葉柄上，並開始建立一個蜂房。接著在此蜂房上另外再建立6個蜂房，形成典型的六角形。
當幼蟲長成工蜂後，牠們會肩負尋找食物、照顧幼蟲／卵及蜂巢修理的工作。完成的蜂巢可能闊20-30厘米，當中有達3000隻德國黃胡蜂。
每一個德國黃胡蜂的蜂群中有一隻蜂后及多隻工蜂。蜂群一般只會存在一年，除了蜂后外，其他的工蜂都會在冬天前死亡。但是在較溫和的地方，如新西蘭，到了冬天仍會有約10%的德國黃胡蜂生存。新的蜂后及雄蜂會在夏天末出生，交配過後，蜂后會在石隙或其他有蓋地方過冬。
德國黃胡蜂會捕捉其他昆蟲及毛蟲來餵養其幼蟲，所以牠們一般而言是益蟲。成蟲吃花蜜及甜的果實，且會吃人類的食物及渣滓，尤其是肉類。
蜂鷹會侵襲及挖開蜂巢，吃當中的幼蟲。蜂蚜蠅屬的Volucella pellucens及其親屬會產卵在蜂巢內，讓其幼蟲出生時吃德國黃胡蜂的幼蟲。

## 害蟲
德國黃胡蜂與普通黃胡蜂及馬蜂屬的兩個物種在新西蘭都被認為是害蟲。德國黃胡蜂可能是於19世紀末引進新西蘭，於約1940年前大量減少。牠們在櫸木林中很普遍，因為牠們吃樹皮上昆蟲所分泌的蜜露。這使森林的蜜露大量減少，令原住的鳥類失去食糧，影響當中的生態。
德國黃胡蜂的蜂巢在室內亦十分之大，甚至整個閣樓都是其蜂巢。這可能與新西蘭較溫暖的冬季有關，與一般歐洲的環境有很大的分別。被蛰后皮肤会起红包但没有毒。

## 外部連結
- Ohio State University Yellowjacket fact sheet （页面存档备份，存于）
- Harvard University fact sheet on yellowjackets
- Differences between Yellowjackets and Hornets
- Stunning photographs of Yellowjackets (and other insects) in flight （页面存档备份，存于）